# Крючковська сільська рада
Крючко́вська сільська рада (рос. Крючковский сельский совет) — сільське поселення у складі Біляєвського району Оренбурзької області Росії.
Адміністративний центр — село Крючковка.

## Населення
Населення — 2156 осіб (2019; 2254 в 2010, 2640 у 2002).

## Склад
До складу сільської ради входять:
| Населений пункт    | Населення, осіб (2002) | Населення, осіб (2010) |
| ------------------ | ---------------------- | ---------------------- |
| Буранчі, село      | 496                    | 411                    |
| Крючковка, село    | 1296                   | 1167                   |
| Рождественка, село | 452                    | 332                    |
| Херсоновка, село   | 396                    | 344                    |